# Poneridia
Poneridia là một chi bọ cánh cứng trong họ Chrysomelidae.
Chi này được miêu tả khoa học năm 1908 bởi Weise.

## Các loài
Các loài trong chi này gồm:
- Poneridia australis (Boheman, 1859)
- Poneridia costata (Allard, 1889)
- Poneridia limbata Weise, 1913
- Poneridia lugens (Blackburn, 1896)
- Poneridia macdonaldi (Lea, 1895)
- Poneridia quadrinotata (Blackburn, 1890)
- Poneridia richmondenis (Blackburn, 1896)